# Material cristalino móvil
Material Cristalino Mobil (MCM)es el nombre inicial dado a una serie de materiales mesoporosos que fueron sintetizados por vez primera por investigadores de la empresa Mobil en 1992. Las dos moléculas de mayor interés y de las cuales se tiene mayor conocimiento en la actualidad son MCM-41 (Mobil Crystaline Material n.º 41, Material Cristalino Mobil n.º 41) y MCM-48, ambas apreciadas por su selectividad como tamices moleculares y catalizadores.
Lo más sorprendente de estas moléculas es que, aun estando compuestas de sílice amorfa, SiO2, poseen gran una estructura definida y ordenada, constituyendo así los mesoporos de forma uniforme. El diámetro del poro puede ser controlado según las condiciones de la síntesis, tantó físicas (presión, temperatura...) como químicas (adición de agentes surfactantes)
Las ventajas de estos materiales, en comparación con las zeolitas y otros materiales similares, son:
-Su elevada área superficial, superando incluso los 1000 m²g-1
-Mayor difusión de las moléculas en su interior
-Los poros no se obstruyen con facilidad, a diferencia de en las zeolitas, ya que el tamaño de poro aquí puede ser entre 10 y 100 veces superior.
Debido a estos factores, estos materiales pueden utilizarse también en fase líquida, a diferencia de las zeolitas.
Ambas han sido aplicadas, ya como tamices moleculares selectivos, así como catalizadores para varias reacciones químicas, o como purificante de aguas mediante la absorción de residuos.